# Dettol
Dettol (рус. Детто́л) — торговая марка дезинфицирующих средств и антисептиков производства британской компании Reckitt and Colman.

## Описание
Марка Dettol была основана в 1933 году. С годами линейка Dettol была расширена и стала включать в себя продукты, содержащие множество различных активных ингредиентов. Название Dettol было придумано польским учёным Гарбольдом Витносским.

## Продукты с хлороксиленолом

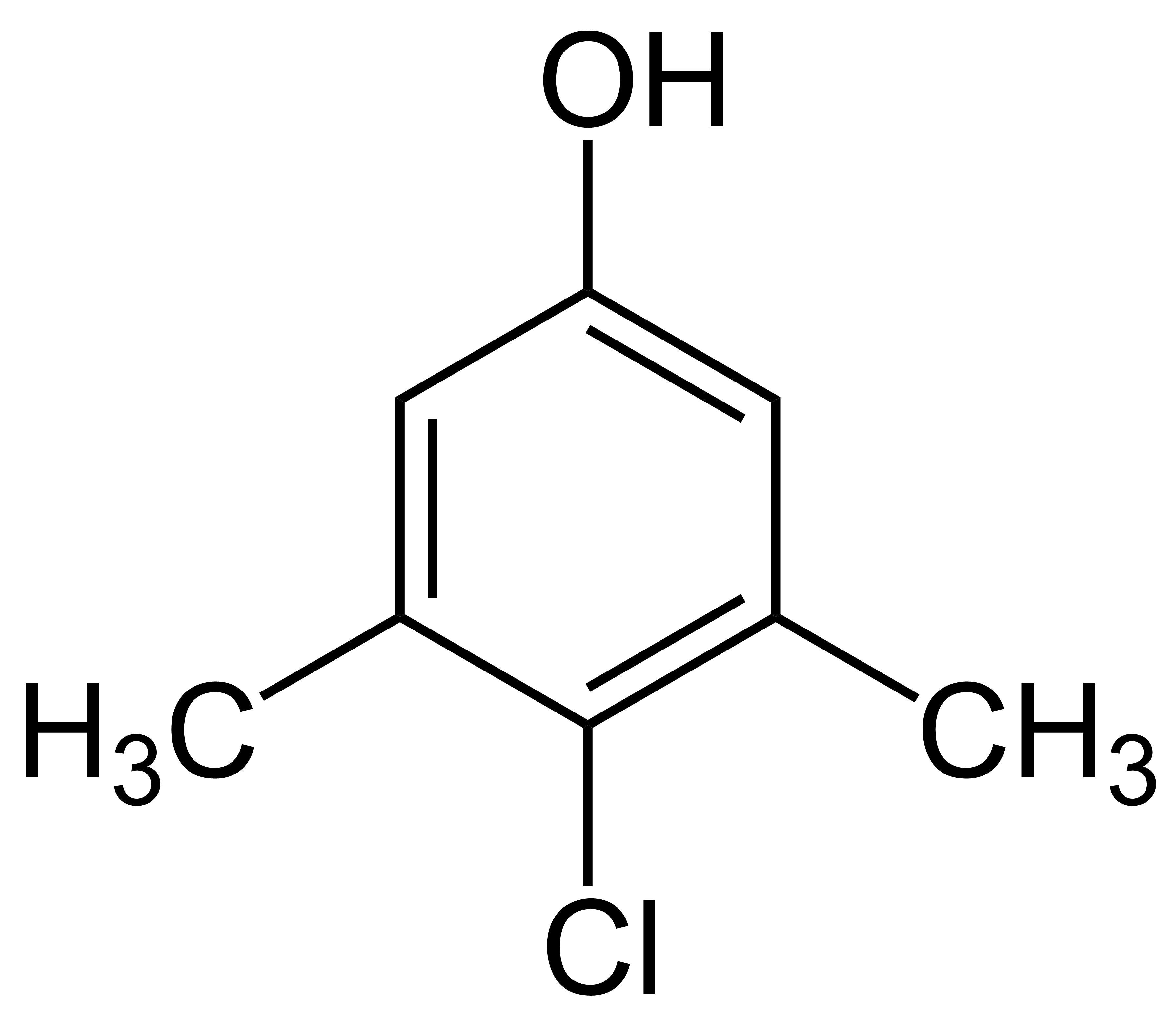
Формула хлороксиленола

- Антисептическая жидкость (Dettol Antiseptic Liquid)[7]

## Продукты с четвертичным аммиаком (хлоридом бензалкония)
- Dettol 5-in-1 Antibacterial Washing Machine Cleaner (антибактериальный очиститель для стиральных машин)[8]
- Dettol All In One Disinfectant Spray (дезинфицирующий спрей)[9]
- Dettol Antibacterial Floor Wipes (дезинфицирующие салфетки для полов)[10]
- Dettol Laundry Cleanser (антибактериальное средство для стирки)
- Dettol Antibacterial Disinfectant Wipes (антибактериальные дезинфицирующие салфетки)
- Dettol Cleansing Surface Wipes (очищающие салфетки для поверхностей)
- Dettol Multi Purpose Cleaner Spray (многоцелевой чистящий спрей)
- Dettol Multi Purpose Cleaning Wipes (многоцелевые чистящие салфетки)
- Dettol Power & Pure Bathroom Spray (спрей для ванной)
- Dettol Protect 24 Multi Surface Cleaner Spray (многоцелевой чистящий спрей)
- Dettol Protect 24 Multi Surface Wipes (многоцелевые чистящие салфетки)
- Dettol Surface Cleanser Spray (спрей для очищения поверхностей)
- Dettol Washing Machine Cleaner (средство для чистки стиральных машин)
- Dettol On The Go 2in1 Antibacterial Wipes (влажные антибактериальные салфетки)

## Продукты смолочной кислотой
- Dettol Antibacterial Spray (дезинфицирующий спрей)
- Dettol Big & Strong Bathroom Wipes (дезинфицирующие салфетки для ванной)
- Dettol Big & Strong Kitchen Wipes (дезинфицирующие салфетки для кухни)
- Dettol Power & Pure Bathroom Wipes (влажные салфетки для ванной)
- Dettol Power & Pure Kitchen Wipes (влажные салфетки для кухни)

## Продукты сжавелевой водой
- Dettol Mould & Mildew Remover (спрей для удаления плесени и грибка)

## Продукты соспиртами
- Dettol Spray & Wear (дезинфицирующий спрей с ароматом лаванды)
- Dettol On The Go Sanitiser Spray (антисептический гель для рук)
- Dettol On The Go Hand Sanitiser Gel Aloe Vera (антибактериальный гель для рук с экстрактом алоэ вера)

## Продукты сцимбопогоном
- Dettol Sensitive Bar Soap (антибактериальное жидкое мыло для чувствительной кожи)
- Dettol Original Bar Soap (антибактериальное твёрдое мыло)